# Place du Théâtre (Saint-Pétersbourg)
La place du Théâtre (Театральная площадь, Treatralnaïa plochtchad) (jusque dans les années 1780 place du Carrousel) est une place se situant dans le cœur historique de la ville de Saint-Pétersbourg en Russie. La place du Théâtre se trouve entre le quai du canal Griboïedov et le canal Krioukov, la rue des Décembristes (ancienne rue des Officiers), la rue Glinka (ancienne rue Saint-Nicolas) et la rue du Syndicat-des-Imprimeurs (ancienne rue du Commerce). Elle est ouverte en 1762. 

## Histoire
Dans les années 1760-1770, un carrousel (manège à chevaux) se trouvait sur cette place, lui donnant son nom.
Le Théâtre Bolchoï Kamenny est construit en 1783. Aujourd'hui c'est le conservatoire Rimski-Korsakov qui se trouve à la place du théâtre démoli au milieu du XIXe siècle, au no 3. On construit à côté en 1845 un cirque d'abord en bois, puis en pierre en 1847-1849. Il brûle en 1859 et l'architecte Albert Cavos construit à sa place le Théâtre Mariinsky (Théâtre d'opéra et de ballet Kirov, pendant la période soviétique). La place prend son nom actuel en 1821.
Une statue du compositeur  Mikhaïl Glinka du sculpteur Robert Bach est érigée en 1906 sur la place et déplacée en 1925 dans le square à droite du conservatoire Rimski-Korsakov. En 1952, on installe une statue du compositeur Nikolaï Rimski-Korsakov conçue par l'architecte Modeste Chepilievski et les sculpteurs Beniamine Bogolioubov et Vladimir Ingal.  

## Édifices remarquables
- No 1 : Théâtre Mariinsky

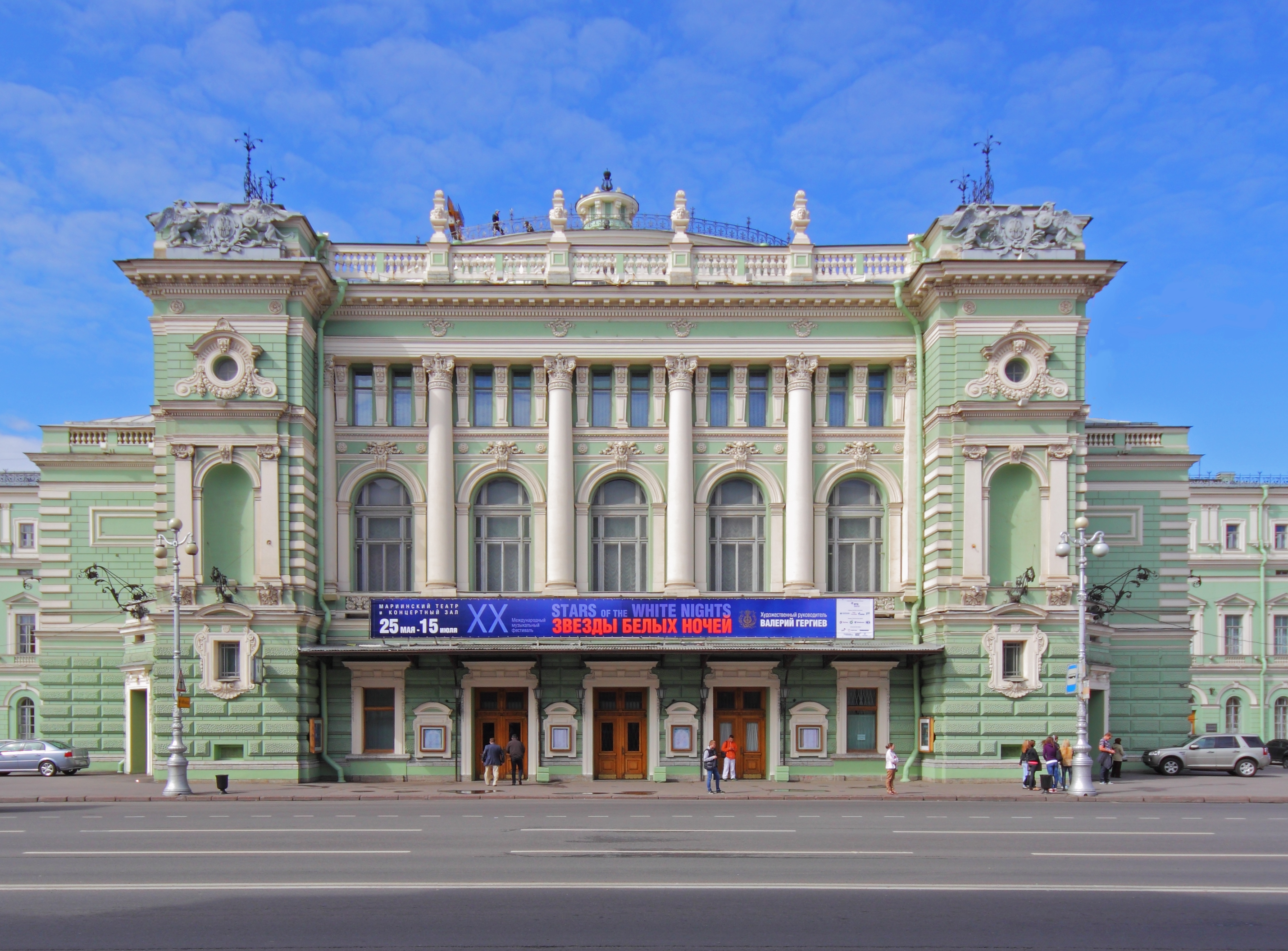
Façade du Théâtre Mariinsky.

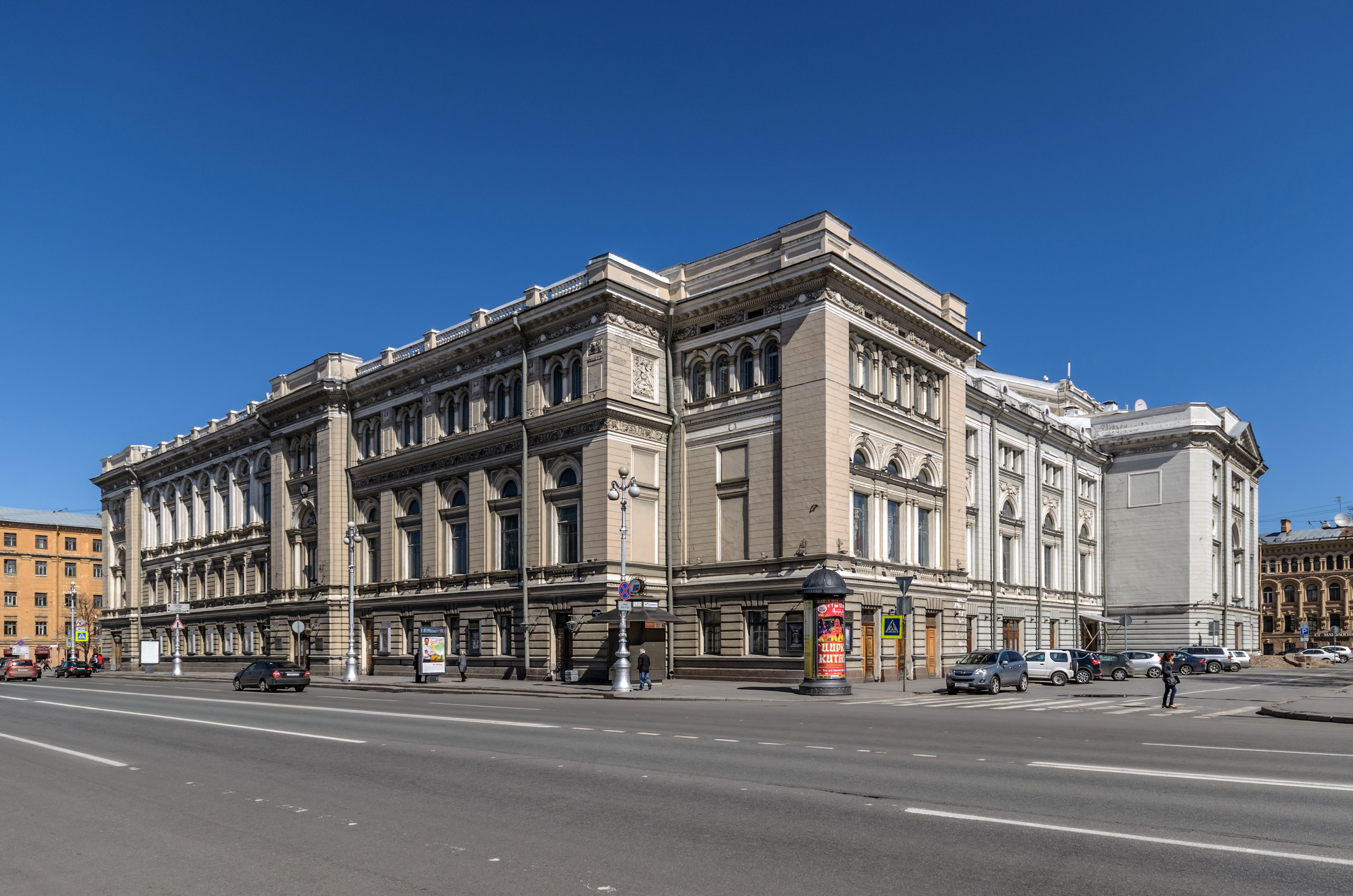
Conservatoire Rimski-Korsakov.

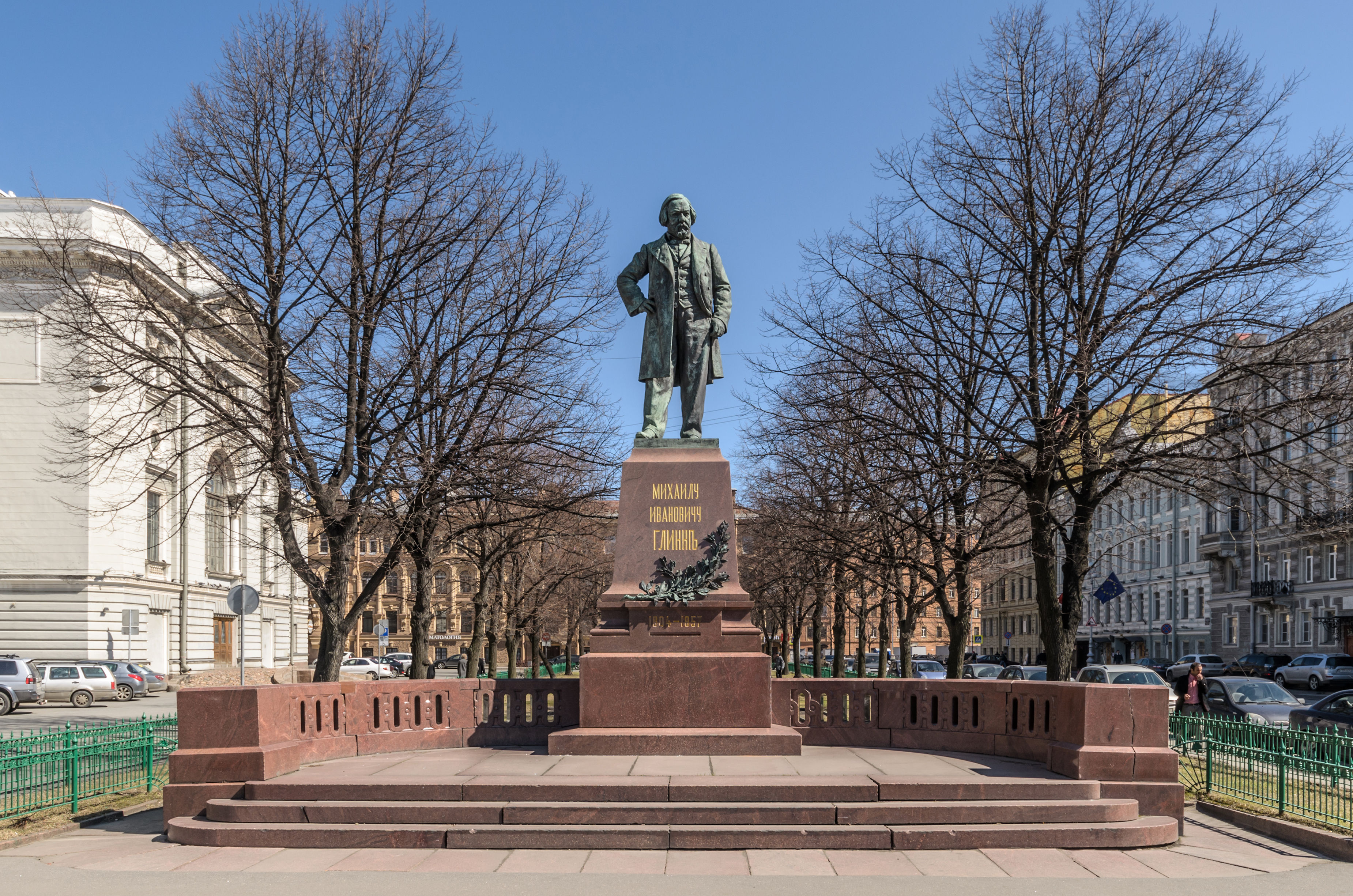
Statue de Glinka.

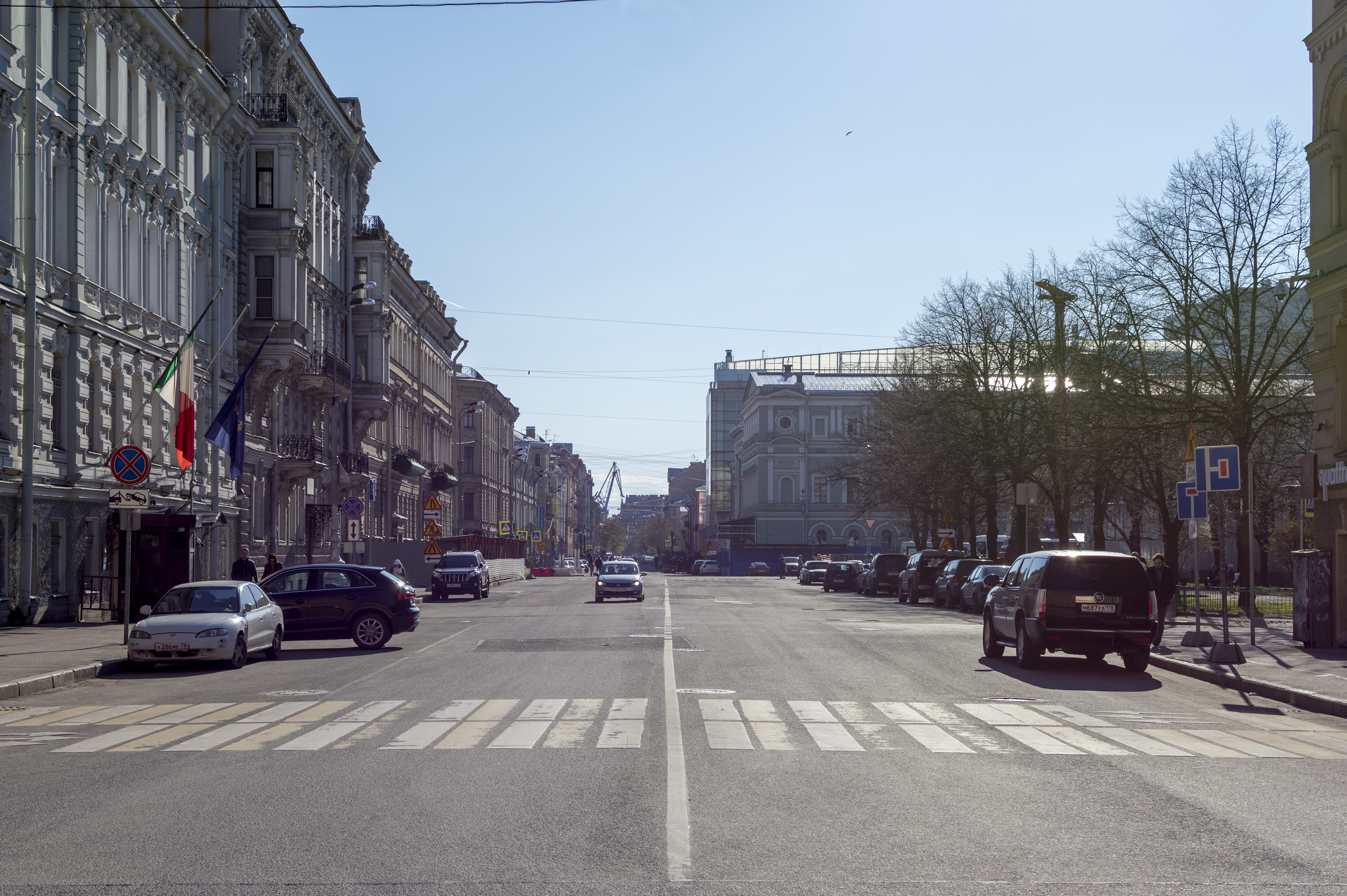
Vue à partir du canal Griboïedov, à gauche le consulat général d'Italie.

  - Plaque mémorielle en hommage à Eduard Napravnik: (1839-1916) qui fut chef d'orchestre de 1864 à 1914 pour ce théâtre
  - Plaque mémorielle pour les collaborateurs du théâtre morts pendant la Grande Guerre patriotique (1967)
- No 2 (rue des Décembristes no 32) : immeuble où vécurent Emmanouil Kaplan et Vsevolod Meyerhold.
  - Plaque mémorielle pour Meyerhold (1975)
- No 3 : Conservatoire Rimski-Korsakov de Saint-Pétersbourg
  - Plaques mémorielles pour les étudiants et enseignants du conservatoire morts pendant la Grande Guerre patriotique (dans les foyers), une en hommage à Tchaïkovski, etc. (à l'intérieur)
- No 4 : Mikhaïl Vroubel y demeura pendant l'hiver 1904-1905
- No 8 (quai Griboïedov no 109) : immeuble où vécut Nikita Vsevolojski chez qui se réunissait la société politico-littéraire, la Lampe verte (plaque mémorielle mentionnant Pouchkine)
- No 10 : Consulat général d'Italie
- No 14 (rue Glinka no 4) : immeuble Mordinov (patrimoine protégé[1], fin XVIIIe siècle, reconstruit en 1895 par David Visconti[2], où se trouvait au début de la révolution le comité de l'union de la jeunesse communiste (plaque mémorielle).
- No 16 (rue Glinka 9-11) : la ballerine Avdotia Istomina (1799-1848) y vécut
- No 18 : immeuble de bureaux et de foyers d'étudiants pour le Théâtre Mariinsky 
  - Maison Krapotkine où vécut Fiodor Glinka et se réunirent des décembristes en 1819-1822

## Bibliographie

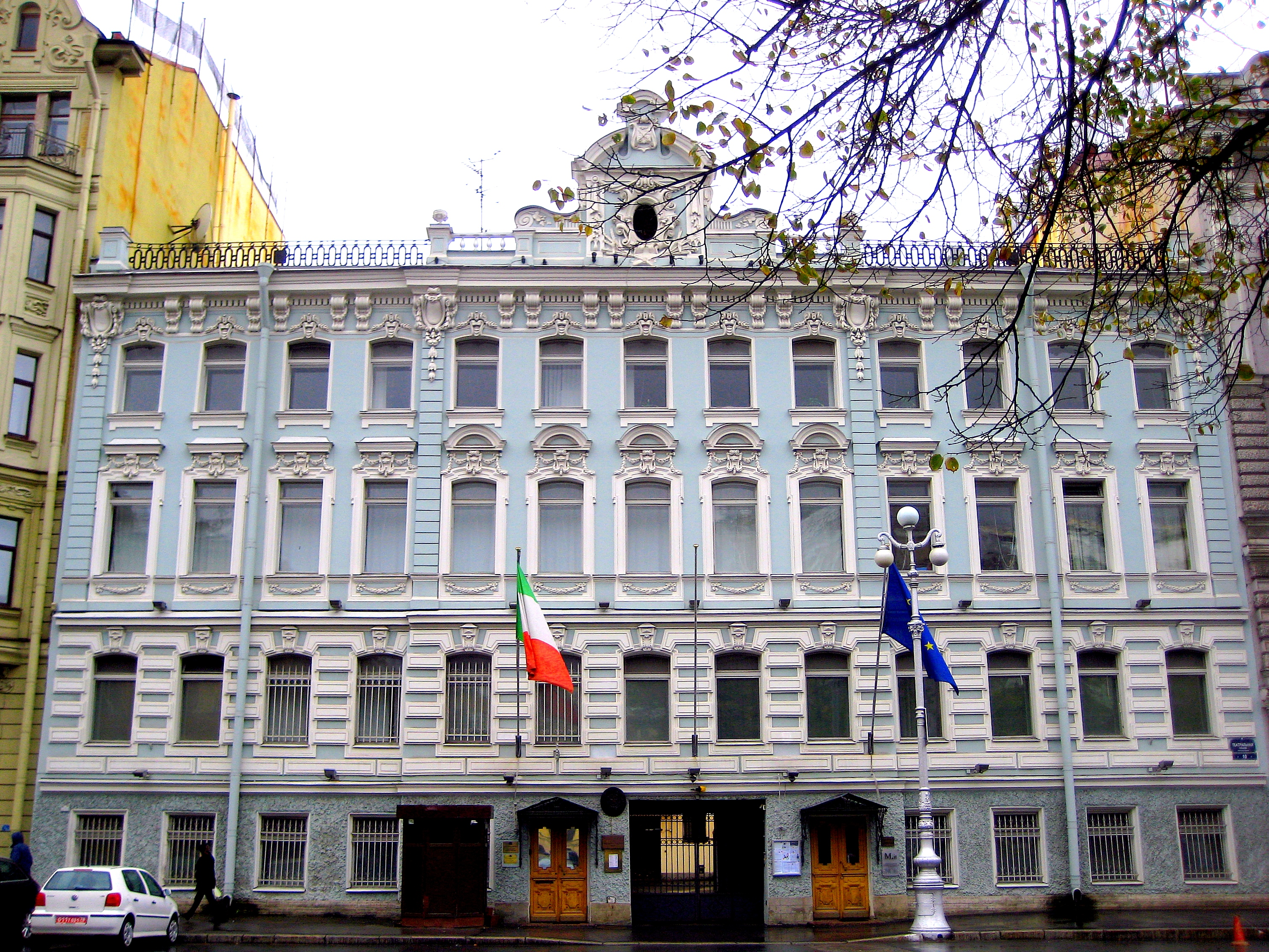
Consulat d'Italie.